# Herbert Grünewald
Herbert Grünewald (* 12. September 1921 in Weinheim; † 14. Juli 2002 in Kreuztal-Eichen) war ein deutscher Chemiker und von 1974 bis 1984 Vorstandsvorsitzender der Bayer AG in Leverkusen.

## Leben
1921 wurde Grünewald als Sohn eines Kaufmanns geboren und machte 1940 sein Abitur in Frankfurt (Main), wo er auch sein Studium der Chemie begann. Zwischenzeitlich wurde er im Zweiten Weltkrieg zum Kriegsdienst und geriet in Kriegsgefangenschaft.
Nach seiner Entlassung 1949 konnte er sein Studium fortsetzen und 1951 mit dem Diplom abschließen. 1956 promovierte er an der Universität Heidelberg und trat bei der Bayer AG in die Abteilung „Zwischenprodukte“ ein. 1960 wurde er zum Abteilungsvorstand ernannt, 1965 erfolgte seine Beförderung zum Abteilungsdirektor.
1968 wurde er in den Vorstand berufen und übernahm außerdem den Bereich Personal- und Sozialangelegenheiten.  1974 ernannte man ihn nach Kurt Hansen zum Vorstandsvorsitzenden, wodurch ihm die Aufgabe zufiel, das Unternehmen durch die Zeit der Ölkrise zu führen. 1975 wurde ihm eine Honorar-Professur an der Universität Bonn verliehen, wo er 1988 Ehrensenator wurde.
Grünewald nutzte die Zeit als Vorstandsvorsitzender bis 1984 dazu, das Bayer-Geschäft im Ausland, insbesondere das im US-Pharmamarkt, auszubauen.
1984 wurde er nach Übergabe des Amtes des Vorstandsvorsitzenden an Hermann J. Strenger Aufsichtsratsvorsitzender. 1992  trat er in den Ruhestand und wurde 2002 zum Ehrenvorstand der Bayer AG gewählt, ein Amt, das er ab 1984 auch beim TSV Bayer 04 Leverkusen innehatte. Seit 1988 war er Ehrenmitglied der Heidelberger Akademie der Wissenschaften.